# Golden Globe per la miglior attrice in una serie drammatica
Il Golden Globe per la miglior attrice in una serie drammatica viene assegnato alla miglior attrice di una serie televisiva drammatica dalla HFPA (Hollywood Foreign Press Association). È stato assegnato per la prima volta nel 1970.

## Vincitrici e candidate
L'elenco mostra la vincitrice di ogni anno, seguita dalle attrici che hanno ricevuto una candidatura. Per ogni attrice viene indicata la serie televisiva che le ha valso la candidatura (titolo italiano e titolo originale tra parentesi).

### 1970
- 1970
  - Linda Cristal - Ai confini dell'Arizona (The High Chaparral)
  - Amanda Blake - Gunsmoke
  - Peggy Lipton - Mod Squad, i ragazzi di Greer (The Mod Squad)
  - Denise Nicholas - Room 222
  - Eleanor Parker - Bracken's World
- 1971
  - Peggy Lipton - Mod Squad, i ragazzi di Greer (The Mod Squad)
  - Amanda Blake - Gunsmoke
  - Linda Cristal - Ai confini dell'Arizona (The High Chaparral)
  - Yvette Mimieux - The Most Deadly Game
  - Denise Nicholas - Room 222
- 1972
  - Patricia Neal - The Homecoming: A Christmas Story
  - Lynda Day George - Missione Impossibile (Mission: Impossible)
  - Peggy Lipton - Mod Squad, i ragazzi di Greer (The Mod Squad)
  - Denise Nicholas - Room 222
  - Susan Saint James - McMillan e signora (McMillan & Wife)
- 1973
  - Gail Fisher - Mannix
  - Ellen Corby - Una famiglia americana (The Waltons)
  - Anne Jeffreys - Delphi Bureau (The Delphi Bureau)
  - Michael Learned - Una famiglia americana (The Waltons)
  - Peggy Lipton - Mod Squad, i ragazzi di Greer (The Mod Squad)
  - Susan Saint James - McMillan e signora (McMillan & Wife)
- 1974
  - Lee Remick - Los Angeles quinto distretto di polizia (The Blue Knight)
  - Michael Learned - Una famiglia americana (The Waltons)
  - Julie London - Squadra emergenza (Emergency!)
  - Emily McLaughlin - General Hospital
  - Susan Saint James - McMillan e signora (McMillan & Wife)
- 1975
  - Angie Dickinson - Pepper Anderson - Agente speciale (Police Woman)
  - Teresa Graves - Catturate Christie Love! (Get Christie Love!)
  - Michael Learned - Una famiglia americana (The Waltons)
  - Jean Marsh - Su e giù per le scale (Upstairs, Downstairs)
  - Lee Meriwether - Barnaby Jones
- 1976
  - Lee Remick - Jennie: Lady Randolph Churchill
  - Angie Dickinson - Pepper Anderson - Agente speciale (Police Woman)
  - Rosemary Harris - Notorious Woman
  - Michael Learned - Una famiglia americana (The Waltons)
  - Lee Meriwether - Barnaby Jones
- 1977
  - Susan Blakely - Il ricco e il povero (Rich Man, Poor Man)
  - Angie Dickinson - Pepper Anderson - Agente speciale (Police Woman)
  - Farrah Fawcett - Charlie's Angels
  - Kate Jackson - Charlie's Angels
  - Jean Marsh - Su e giù per le scale (Upstairs, Downstairs)
  - Sada Thompson - In casa Lawrence (Family)
  - Lindsay Wagner - La donna bionica (The Bionic Woman)
- 1978
  - Lesley Ann Warren - 79 Park Avenue (Harold Robbins' 79 Park Avenue)
  - Angie Dickinson - Pepper Anderson - Agente speciale (Police Woman)
  - Kate Jackson - Charlie's Angels
  - Leslie Uggams - Radici (Roots)
  - Lindsay Wagner - La donna bionica (The Bionic Woman)
- 1979
  - Rosemary Harris - Olocausto (Holocaust)
  - Kate Jackson - Charlie's Angels
  - Kristy McNichol - In casa Lawrence (Family)
  - Lee Remick - Ruote (Wheels)
  - Sada Thompson - In casa Lawrence (Family)

### 1980
- 1980
  - Natalie Wood - Da qui all'eternità (From Here to Eternity)
  - Barbara Bel Geddes - Dallas
  - Kate Mulgrew - Colombo (Mrs. Columbo)
  - Stefanie Powers - Cuore e batticuore (Hart to Hart)
  - Sada Thompson - In casa Lawrence (Family)
- 1981
  - Yōko Shimada - Shōgun
  - Barbara Bel Geddes - Dallas
  - Melissa Gilbert - La casa nella prateria (Little House on the Prairie)
  - Linda Gray - Dallas
  - Stefanie Powers - Cuore e batticuore (Hart to Hart)
- 1982
  - Barbara Bel Geddes - Dallas
  - Linda Evans - Dynasty
  - Joan Collins - Dynasty
  - Morgan Fairchild - Flamingo Road
  - Linda Gray - Dallas
  - Stefanie Powers - Cuore e batticuore (Hart to Hart)
- 1983
  - Joan Collins - Dynasty
  - Linda Evans - Dynasty
  - Stefanie Powers - Cuore e batticuore (Hart to Hart)
  - Victoria Principal - Dallas
  - Jane Wyman - Falcon Crest
- 1984
  - Jane Wyman - Falcon Crest
  - Joan Collins - Dynasty
  - Tyne Daly - New York New York (Cagney & Lacey)
  - Linda Evans - Dynasty
  - Stefanie Powers - Cuore e batticuore (Hart to Hart)
- 1985
  - Angela Lansbury - La signora in giallo (Murder, She Wrote)
  - Joan Collins - Dynasty
  - Tyne Daly - New York New York (Cagney & Lacey)
  - Linda Evans - Dynasty
  - Sharon Gless - New York New York (Cagney & Lacey)
  - Kate Jackson - Top Secret (Scarecrow and Mrs. King)
- 1986
  - Sharon Gless - New York New York (Cagney & Lacey)
  - Joan Collins - Dynasty
  - Tyne Daly - New York New York (Cagney & Lacey)
  - Linda Evans - Dynasty
  - Angela Lansbury - La signora in giallo (Murder, She Wrote)
- 1987
  - Angela Lansbury - La signora in giallo (Murder, She Wrote)
  - Joan Collins - Dynasty
  - Tyne Daly - New York New York (Cagney & Lacey)
  - Sharon Gless - New York New York (Cagney & Lacey)
  - Connie Sellecca - Hotel
- 1988
  - Susan Dey - L.A. Law - Avvocati a Los Angeles (L.A. Law)
  - Jill Eikenberry - L.A. Law - Avvocati a Los Angeles (L.A. Law)
  - Sharon Gless - New York New York (Cagney & Lacey)
  - Linda Hamilton - La bella e la bestia (Beauty and the Beast)
  - Angela Lansbury - La signora in giallo (Murder, She Wrote)
- 1989
  - Jill Eikenberry - L.A. Law - Avvocati a Los Angeles (L.A. Law)
  - Susan Dey - L.A. Law - Avvocati a Los Angeles (L.A. Law)
  - Sharon Gless - New York New York (Cagney & Lacey)
  - Linda Hamilton - La bella e la bestia (Beauty and the Beast)
  - Angela Lansbury - La signora in giallo (Murder, She Wrote)

### 1990
- 1990
  - Angela Lansbury - La signora in giallo (Murder, She Wrote)
  - Dana Delany - China Beach
  - Susan Dey - L.A. Law - Avvocati a Los Angeles (L.A. Law)
  - Jill Eikenberry - L.A. Law - Avvocati a Los Angeles (L.A. Law)
  - Mel Harris - In famiglia e con gli amici (Thirtysomething)
- 1991
  - Sharon Gless - I casi di Rosie O’Neill (The Trials of Rosie O'Neill)
  - Patricia Wettig - In famiglia e con gli amici (Thirtysomething)
  - Dana Delany - China Beach
  - Susan Dey - L.A. Law - Avvocati a Los Angeles (L.A. Law)
  - Jill Eikenberry - L.A. Law - Avvocati a Los Angeles (L.A. Law)
  - Angela Lansbury - La signora in giallo (Murder, She Wrote)
- 1992
  - Angela Lansbury - La signora in giallo (Murder, She Wrote)
  - Susan Dey - L.A. Law - Avvocati a Los Angeles (L.A. Law)
  - Sharon Gless - I casi di Rosie O'Neill (The Trials of Rosie O'Neill)
  - Marlee Matlin - Ragionevoli dubbi (Reasonable Doubts)
  - Janine Turner - Un medico tra gli orsi (Northern Exposure)
- 1993
  - Regina Taylor - Io volerò via (I'll Fly Away)
  - Mariel Hemingway - Civil Wars
  - Angela Lansbury - La signora in giallo (Murder, She Wrote)
  - Marlee Matlin - Ragionevoli dubbi (Reasonable Doubts)
  - Janine Turner - Un medico tra gli orsi (Northern Exposure)
- 1994
  - Kathy Baker - La famiglia Brock (Picket Fences)
  - Heather Locklear - Melrose Place
  - Jane Seymour - La signora del West (Dr. Quinn, Medicine Woman)
  - Janine Turner - Un medico tra gli orsi (Northern Exposure)
  - Sela Ward - Sisters
- 1995
  - Claire Danes - My So-Called Life
  - Kathy Baker - La famiglia Brock (Picket Fences)
  - Angela Lansbury - La signora in giallo (Murder, She Wrote)
  - Heather Locklear - Melrose Place
  - Jane Seymour - La signora del West (Dr. Quinn, Medicine Woman)
- 1996
  - Jane Seymour - La signora del West (Dr. Quinn, Medicine Woman)
  - Gillian Anderson - X-Files (The X-Files)
  - Kathy Baker - La famiglia Brock (Picket Fences)
  - Heather Locklear - Melrose Place
  - Sherry Stringfield - E.R. - Medici in prima linea (ER)
- 1997
  - Gillian Anderson - X-Files (The X-Files)
  - Christine Lahti - Chicago Hope
  - Heather Locklear - Melrose Place
  - Jane Seymour - La signora del West (Dr. Quinn, Medicine Woman)
  - Sherry Stringfield - E.R. - Medici in prima linea (ER)
- 1998
  - Christine Lahti - Chicago Hope
  - Gillian Anderson - X-Files (The X-Files)
  - Kim Delaney - NYPD - New York Police Department (NYPD Blue)
  - Roma Downey - Il tocco di un angelo (Touched by an Angel)
  - Julianna Margulies - E.R. - Medici in prima linea (ER)
- 1999
  - Keri Russell - Felicity
  - Gillian Anderson - X-Files (The X-Files)
  - Kim Delaney - NYPD - New York Police Department (NYPD Blue)
  - Roma Downey - Il tocco di un angelo (Touched by an Angel)
  - Julianna Margulies - E.R. - Medici in prima linea (ER)

### 2000
- 2000
  - Edie Falco - I Soprano (The Sopranos)
  - Lorraine Bracco - I Soprano (The Sopranos)
  - Amy Brenneman - Giudice Amy (Judging Amy)
  - Julianna Margulies - E.R. - Medici in prima linea (ER)
  - Sela Ward - Ancora una volta (Once and Again)
- 2001
  - Sela Ward - Ancora una volta (Once and Again)
  - Jessica Alba - Dark Angel
  - Lorraine Bracco - I Soprano (The Sopranos)
  - Amy Brenneman - Giudice Amy (Judging Amy)
  - Edie Falco - I Soprano (The Sopranos)
  - Sarah Michelle Gellar - Buffy l'ammazzavampiri (Buffy the Vampire Slayer)
- 2002
  - Jennifer Garner - Alias
  - Lorraine Bracco - I Soprano (The Sopranos)
  - Amy Brenneman - Giudice Amy (Judging Amy)
  - Edie Falco - I Soprano (The Sopranos)
  - Lauren Graham - Una mamma per amica (Gilmore Girls)
  - Marg Helgenberger - CSI - Scena del crimine (CSI: Crime Scene Investigation)
  - Sela Ward - Ancora una volta (Once and Again)
- 2003
  - Edie Falco - I Soprano (The Sopranos)
  - Jennifer Garner - Alias
  - Rachel Griffiths - Six Feet Under
  - Marg Helgenberger - CSI - Scena del crimine (CSI: Crime Scene Investigation)
  - Allison Janney - West Wing - Tutti gli uomini del Presidente (The West Wing)
- 2004
  - Frances Conroy - Six Feet Under
  - Jennifer Garner - Alias
  - Allison Janney - West Wing - Tutti gli uomini del Presidente (The West Wing)
  - Joely Richardson - Nip/Tuck
  - Amber Tamblyn - Joan of Arcadia
- 2005
  - Mariska Hargitay - Law & Order - Unità vittime speciali (Law & Order: Special Victims Unit)
  - Edie Falco - I Soprano (The Sopranos)
  - Jennifer Garner - Alias
  - Christine Lahti - Jack & Bobby
  - Joely Richardson - Nip/Tuck
- 2006
  - Geena Davis - Una donna alla Casa Bianca (Commander-In-Chief)
  - Patricia Arquette - Medium
  - Glenn Close - The Shield
  - Kyra Sedgwick - The Closer
  - Polly Walker - Roma (Rome)
- 2007
  - Kyra Sedgwick - The Closer
  - Patricia Arquette - Medium
  - Edie Falco - I Soprano (The Sopranos)
  - Evangeline Lilly - Lost
  - Ellen Pompeo - Grey's Anatomy
- 2008
  - Glenn Close - Damages
  - Patricia Arquette - Medium
  - Minnie Driver - The Riches
  - Edie Falco - I Soprano (The Sopranos)
  - Sally Field - Brothers & Sisters (Brothers & Sisters)
  - Holly Hunter - Saving Grace
  - Kyra Sedgwick - The Closer
- 2009
  - Anna Paquin - True Blood
  - Sally Field - Brothers & Sisters (Brothers & Sisters)
  - Mariska Hargitay - Law & Order - Unità vittime speciali (Law & Order: Special Victims Unit)
  - January Jones - Mad Men
  - Kyra Sedgwick - The Closer

### 2010
- 2010
  - Julianna Margulies - The Good Wife
  - Glenn Close - Damages
  - January Jones - Mad Men
  - Anna Paquin - True Blood
  - Kyra Sedgwick - The Closer
- 2011
  - Katey Sagal - Sons of Anarchy
  - Piper Perabo - Covert Affairs
  - Elisabeth Moss - Mad Men
  - Kyra Sedgwick - The Closer
  - Julianna Margulies - The Good Wife
- 2012
  - Claire Danes - Homeland - Caccia alla spia (Homeland)
  - Mireille Enos - The Killing
  - Julianna Margulies - The Good Wife
  - Madeleine Stowe - Revenge
  - Callie Thorne - Terapia d'urto (Necessary Roughness)
- 2013
  - Claire Danes - Homeland - Caccia alla spia (Homeland)
  - Connie Britton - Nashville
  - Glenn Close - Damages
  - Michelle Dockery - Downton Abbey
  - Julianna Margulies - The Good Wife
- 2014
  - Robin Wright - House of Cards - Gli intrighi del potere (House of Cards)
  - Julianna Margulies - The Good Wife
  - Tatiana Maslany - Orphan Black
  - Taylor Schilling - Orange Is the New Black
  - Kerry Washington - Scandal
- 2015
  - Ruth Wilson - The Affair - Una relazione pericolosa (The Affair)
  - Claire Danes - Homeland - Caccia alla spia (Homeland)
  - Viola Davis - Le regole del delitto perfetto (How to Get Away with Murder)
  - Julianna Margulies - The Good Wife
  - Robin Wright - House of Cards - Gli intrighi del potere (House of Cards)
- 2016
  - Taraji P. Henson - Empire
  - Caitriona Balfe - Outlander
  - Viola Davis - Le regole del delitto perfetto (How to Get Away With Murder)
  - Eva Green - Penny Dreadful
  - Robin Wright - House of Cards - Gli intrighi del potere (House of Cards)
- 2017
  - Claire Foy - The Crown
  - Caitriona Balfe - Outlander
  - Keri Russell - The Americans
  - Winona Ryder - Stranger Things
  - Evan Rachel Wood - Westworld - Dove tutto è concesso (Westworld)
- 2018
  - Elisabeth Moss - The Handmaid's Tale
  - Caitriona Balfe - Outlander
  - Claire Foy - The Crown
  - Maggie Gyllenhaal - The Deuce - La via del porno (The Deuce)
  - Katherine Langford - Tredici (13 Reasons Why)
- 2019
  - Sandra Oh - Killing Eve
  - Caitriona Balfe - Outlander
  - Elisabeth Moss - The Handmaid's Tale
  - Julia Roberts - Homecoming
  - Keri Russell - The Americans

### 2020
- 2020
  - Olivia Colman - The Crown
  - Jennifer Aniston - The Morning Show
  - Jodie Comer - Killing Eve
  - Nicole Kidman - Big Little Lies - Piccole grandi bugie (Big Little Lies)
  - Reese Witherspoon - The Morning Show
- 2021[1]
  - Emma Corrin - The Crown
  - Jodie Comer - Killing Eve
  - Olivia Colman- The Crown
  - Laura Linney - Ozark
  - Sarah Paulson - Ratched
- 2022[2]
  - MJ Rodriguez - Pose
  - Uzo Aduba - In Treatment
  - Jennifer Aniston - The Morning Show
  - Christine Baranski - The Good Fight
  - Elisabeth Moss - The Handmaid's Tale
- 2023
  - Zendaya - Euphoria
  - Emma D'Arcy - House of the Dragon
  - Laura Linney - Ozark
  - Imelda Staunton - The Crown
  - Hilary Swank - Daily Alaskan (Alaska Daily)
- 2024
  - Sarah Snook – Succession
  - Helen Mirren – 1923
  - Bella Ramsey – The Last of Us
  - Keri Russell – The Diplomat
  - Imelda Staunton – The Crown
  - Emma Stone – The Curse
- 2025[3]
  - Anna Sawai – Shōgun
  - Kathy Bates – Matlock
  - Emma D'Arcy – House of the Dragon
  - Maya Erskine – Mr. & Mrs. Smith
  - Keira Knightley – Black Doves
  - Keri Russell – The Diplomat